# Leon Koczaski
Leon Koczaski ps. „Bolek”, „Półinteligent” (ur. 24 maja 1913 w Łodzi, zm. 2 grudnia 1943 w Opatowie) – działacz komunistyczny, członek Komitetu Centralnego i sekretarz Radomsko-Kieleckiego Obwodu PPR.

## Życiorys
Urodził się w rodzinie robotnika kolejowego. W 1933 ukończył Miejską Szkołę Handlową w Łodzi. Jako uczeń działał w Związku Niezależnej Młodzieży Socialistycznej „Życie” i w klubie robotniczym „Orkan”, na terenie którego współdziałał z Komunistycznym Związkiem Młodzieży Polskiej. Latem 1933 podjął nieudaną próbę nielegalnego przedostania się do ZSRR. Został zatrzymany przez Korpus Ochrony Pogranicza na Wołyniu i skazany na 3 miesiące aresztu. W więzieniu zetknął się z komunistami i wstąpił do Komunistycznej Partii Polski. W końcu 1934 został powołany do służby wojskowej, w czasie której wspólnie z żołnierzami - członkami KPP prowadził agitację polityczną wśród szeregowych i podoficerów, nawołując do solidarności ze strajkującymi robotnikami w Łodzi. Oskarżony przez Oddział II Sztabu Głównego o działalność komunistyczną, 18 grudnia 1935 został skazany przez Wojskowy Sąd Okręgowy Nr IV w Łodzi na 4 lata więzienia i pozbawienie praw obywatelskich na 6 lat. Karę odbywał m.in. w Łęczycy. 
We wrześniu 1939 został zatrzymany przez Niemców w drodze do Warszawy pod Rawą Mazowiecką i osadzony na 3 miesiące w obozie jenieckim. Po powrocie do Łodzi pracował w Powszechnej Spółdzielni Spożywców „Społem” i organizował grupy sabotażowe w dzielnicy Retkinia i Karolew. W końcu 1941 zorganizował wraz z Mieczysławem Moczarem i Ignacym Logą-Sowińskim organizację konspiracyjną „Front Walki za Naszą i Waszą Wolność”, która w maju 1942 połączyła się z Polską Partią Robotniczą. Wszedł w skład Komitetu Łódzkiego PPR i został mianowany szefem sztabu łódzkiej GL. Na skutek dekonspiracji opuścił Łódź i przebywał początkowo w Poznaniu, a następnie w Warszawie, gdzie został sekretarzem KC PPR. W sierpniu 1943 został sekretarzem okręgowym PPR w Radomiu, a następnie sekretarzem Radomsko-Kieleckiego Obwodu PPR. 30 listopada 1943 wraz z dwoma innymi przedstawicielami PPR i GL (Edwardem Bernatem ps. „Orzeł” i Leszkiem Szwagierczakiem ps. „Tur”) wziął udział w spotkaniu w Słabuszewicach z lokalnym oddziałem polskiego podziemia (NSZ lub AK), który chciano zwerbować do GL. Po jego zakończeniu żołnierze podziemia otworzyli ogień do odjeżdżających komunistów. Szwagierczak i Bernat zginęli, a ciężko ranny Koczaski zmarł po dwóch dniach w opatowskim szpitalu.
Uchwałą Prezydium Krajowej Rady Narodowej z 6 września 1946 pośmiertnie odznaczony Orderem Krzyża Grunwaldu II klasy.
Żona: ...?..., córka Magdalena.

### Upamiętnienie
Jego imieniem nazwano fabrykę, w której działał (Królewską Manufakturę Kroeninga) i kilka ulic, m.in. w Świdnicy. Był też patronem Zespołu Szkół Administracyjno - Ekonomicznych w Łodzi (obecnie Zespół Szkół Ekonomiczno - Turystyczno - Hotelarskich im. Władysława Grabskiego).
W latach 1964–1975 imię Leona Koczaskiego nosił Kielecki Pułk Obrony Terytorialnej.